# Powiat kazimierski
Powiat kazimierski – powiat w Polsce (województwo świętokrzyskie), reaktywowany w 1999 roku w ramach reformy administracyjnej. Jego siedzibą jest miasto Kazimierza Wielka.
Według danych z 31 grudnia 2021 roku powiat zamieszkiwało 33 205 osób. Natomiast według danych z 30 czerwca 2020 roku powiat zamieszkiwało 33 890 osób.

## Podział administracyjny
W skład powiatu wchodzą:
- gminy miejsko-wiejskie: Kazimierza Wielka, Opatowiec, Skalbmierz
- gminy wiejskie: Bejsce, Czarnocin
- miasta: Kazimierza Wielka, Opatowiec, Skalbmierz

| Gmina                            | Ludność       | Powierzchnia          |
| -------------------------------- | ------------- | --------------------- |
| Kazimierza Wielka (w tym miasto) | 16 395 (5575) | 139,86 km² (5,33 km²) |
| Skalbmierz (w tym miasto)        | 6772 (1310)   | 85,94 km² (7,13 km²)  |
| Opatowiec (w tym miasto)         | 3458 (329)    | 68,58 km² (5,47 km²)  |
| Bejsce                           | 4195          | 57,48 km²             |
| Czarnocin                        | 4008          | 70,32 km²             |
| Razem                            | 34 828        | 422,18 km²            |

Powiat kazimierski graniczy z dwoma powiatami województwa świętokrzyskiego: pińczowskim i buskim oraz z czterema powiatami województwa małopolskiego: dąbrowskim, tarnowskim, proszowickim i miechowskim.
Liczba ludności i powierzchnia gmin wg stanu na 31 grudnia 2010

## Historia
Powiat kazimierski został powołany dnia 1 stycznia 1956 roku w województwie kieleckim, czyli 15 miesięcy po wprowadzeniu gromad w miejsce dotychczasowych gmin (29 września 1954) jako podstawowych jednostek administracyjnych PRL. Na powiat kazimierski złożyły się 2 miasta, 1 osiedle i 29 gromad, które wyłączono z powiatu pińczowskiego w tymże województwie:
- miasta Działoszyce i Skalbmierz
- osiedle Kazimierza Wielka
- gromady Bejsce, Boszczynek, Czarnocin, Czyżowice, Dobiesławice, Donatkowice, Donosy, Drożejowice, Dzierążnia, Dziekanowice, Gabułtów, Głuchów, Jakubowice, Kobylniki, Koszyce, Krzczonów, Książnice, Michałowice, Opatowiec, Pełczyska, Piotrkowice, Przemyków, Sieradzice, Sokolina, Stradlice, Tempoczów, Topola, Wielgus i Zięblice

1 lipca 1956 roku do powiatu kazimierskiego przyłączono gromadę Chwalibogowice, którą wyłączono z powiatu buskiego.
Na uwagę zasługuje fakt, iż w momencie utworzenia powiatu kazimierskiego jego stolica była osiedlem; prawa miejskie Kazimierza Wielka otrzymała dopiero 1 stycznia 1959 roku; tego dnia z wyłączono też z powiatu kazimierskiego gromadę Pełczyska i włączono ją z powrotem do powiatu pińczowskiego.
1 stycznia 1973 roku zniesiono gromady i osiedla, a w ich miejsce reaktywowano gminy. Powiat kazimierski podzielono na 3 miasta i 8 gmin:
- miasta Działoszyce, Kazimierza Wielka i Skalbmierz
- gminy Bejsce, Czarnocin, Działoszyce, Kazimierza Wielka, Koszyce, Opatowiec, Skalbmierz i Wielgus

Po reformie administracyjnej obowiązującej od 1 czerwca 1975 roku całe terytorium zniesionego powiatu kazimierskiego weszło w skład nowego (mniejszego) województwa kieleckiego.
1 lipca 1976 roku zniesiono gminę Wielgus a jej obszar przyłączono do gminy Kazimierza Wielka. Tego samego dnia do gminy Działoszyce przyłączono główną część znoszonej gminy Stępocice. 1 stycznia 1984 roku z gminy Działoszyce wyłączono sołectwo Węchadłów i włączono je do gminy Michałów. 1 stycznia 1992 roku jednoimienne miasta i gminy wiejskie Działoszyce, Kazimierza Wielka i Skalbmierz połączono we wspólne gminy miejsko-wiejskie. 1 stycznia 1994 roku z gminy Bejsce wyłączono wieś Jankowice i włączono ją do gminy Koszyce.
Wraz z reformą administracyjną z 1999 roku w nowym województwie świętokrzyskim przywrócono powiat kazimierski. W porównaniu z obszarem z 1975 roku został on zmniejszony o gminę Działoszyce (która znalazła się w powiecie pińczowskim w tymże województwie) i gminę Koszyce (która zmieniła przynależność wojewódzką przez przyłączenie do powiatu proszowickiego w województwie małopolskim). Gmina Wielgus nie została reaktywowana.
W porównaniu z obszarem z 1956 roku miasto Działoszyce oraz obszar dawnych gromad Dzierążnia, Dziekanowice, Jakubowice i Pełczyska leżą obecnie na terenie powiatu pińczowskiego a obszar dawnych gromad Koszyce, Książnice i Przemyków są obecnie w powiecie proszowickim w województwie małopolskim – pozostałe są ponownie w powiecie kazimierskim.

## Demografia

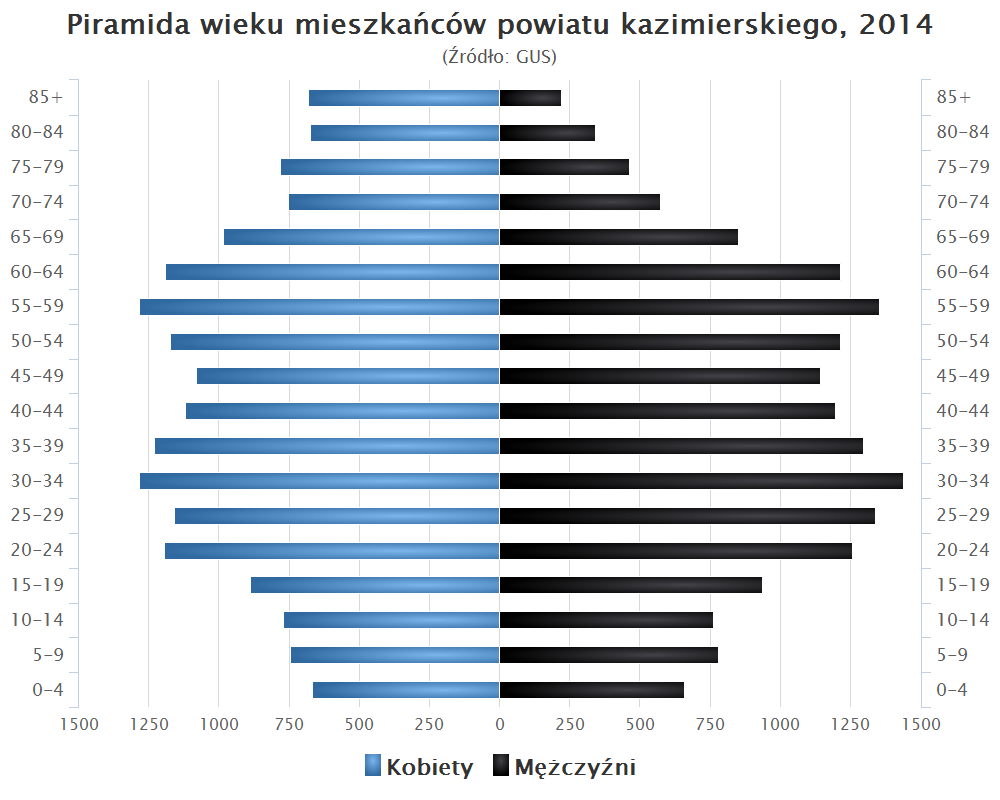
Piramida wieku mieszkańców powiatu kazimierskiego w 2014 roku

Liczba ludności (dane z 31 grudnia 2010):
|        | Ogółem | Ogółem | Kobiety | Kobiety | Mężczyźni | Mężczyźni |
| osób   | %      | osób   | %       | osób    | %         |           |
| ------ | ------ | ------ | ------- | ------- | --------- | --------- |
| Ogółem | 34 828 | 100    | 17 669  | 50,73   | 17 159    | 49,27     |
| Miasto | 6885   | 19,77  | 3595    | 10,32   | 3290      | 9,45      |
| Wieś   | 27 943 | 80,23  | 14 074  | 40,41   | 13 869    | 39,82     |

▶Wieś vs ▶miasto
Ogółem (▶k, ▶m)
Miasto (▶k, ▶m)
Wieś (▶k, ▶m)

## Wspólnoty wyznaniowe
W 1283 roku opat tyniecki Tomasz założył w Opatowcu klasztor dominikanów. W Kazimierzy Małej w XV w. Długosz wymieniał istnienie kościoła pw. Wniebowzięcia NMP. Kościół drewniany został zbudowany w 1698 roku. W XV w. powstała parafia małoszowska, z drewnianym kościołem. W 1500 roku w Opatowcu, przy kościele parafialnym, biskup krakowski Fryderyk założył bractwo literackie, skupiające mężczyzn umiejących czytać. W połowie XVI w. w Rogowie jej właściciele – Szafrańcowie oddali go pod zastaw Włochowi Prosperowi Provanie. Był on gorliwym wyznawcą kalwinizmu, a później poglądów Fausta Socyna. Wspólnie z Szafrańcami Provana przekształcił miejscowy kościół parafialny w zbór braci polskich. W 1562 roku w Rogowie odbył się zjazd przywódców ruchu unitariańskiego. W 1836 roku został wystawiony kolejny kościół drewniany w Kazimierzy Małej, który został później przeniesiony do miejscowości Topola, a na jego miejscu stanął wzniesiony w latach 1958–1973 obecny, murowany kościół. W Jakuszowicach mieści się Sala Królestwa zboru Świadków Jehowy.